# Известковый (Еврейская автономная область)
Известковый — посёлок городского типа в Облученском районе Еврейской Автономной области. 

## География
Расположен на реке Кимкан (бассейн Биры), в 104 км к западу от Биробиджана и в 37 км к востоку от Облучья. Через Известковый проходит автотрасса Чита — Хабаровск.
Посёлок расположен на Транссибирской магистрали, на которой имеется станция Известковая, от которой идёт ответвление на БАМ (через Кульдур на Чегдомын).

## История
В феврале 1913 года, на Восточном участке строящейся Амурской железной дороги, была заложена станция Торокилан, именно так ещё за три года до начала строительства участка в очерке Записок Императорского Русского Географического общества её назвал генерал-губернатор Приамурья П. Ф. Унтербергер. На гольдском (нанайском) языке оно означает изображение сказочного богатыря, покровителя удачной охоты, рыбной ловли, а также здоровья. Однако мудрёное и тяжёлое для русской речи слово было вскоре заменено и станцию назвали Известковая, поскольку в этом месте было несколько известняковых сопок.
В 1916 году были построены первые печи для обжига известняка открытым способом. Обжигали её в районе нынешнего посёлка Снарск. Возили подводами к станции и загружали в вагоны. Это производство работало до 60-х годов.
Первые дома были избы в районе Двуречья, на слиянии Кульдурки и Кимканки (р. Бира) В основном дома строились на сопках. После того как привезли пленных японцев, началась застройка поселка.
После сдачи в эксплуатацию восточного участка Амурской магистрали станция Известковая стала быстро развиваться технически. В середине 1930-х годов станция Известковая вошла в управление ГУЛАГа (Главное управление лагерей). К началу массовых политических репрессий в посёлке Известковом была создана исправительно-трудовая колония, в которой содержались сотни заключенных, главным образом осужденных по политическим статьям. Они были заняты на заготовке древесины, добыче известняка, обслуживании крупного подсобного хозяйства лагеря, где производилась сельскохозяйственная продукция. Однако главным объектом работ заключенных являлось строительство железнодорожной ветки Известковая – Чегдомын. После сдачи её в эксплуатацию Известковая получила статус узловой станции.
Во время Великой Отечественной войны на нужды фронта понадобился металл, и рельсы поснимали, они пошли на переплавку.
Отсыпали шлаком паровозных топок болотистый участок и начали строить бараки в два этажа с двумя подъездами, по четыре квартиры на подъезд, с балконами. Бараки строили из толстых бревен хвойных деревьев, обшивали изнутри тонкой дранкой крест-накрест и замазывали известью, потом белили. Квартиры были чистыми и светлыми. Каждая квартира имела по три печи для отопления кухни и комнат. Двор был архитектурно-структурной единицей посёлка и включал в себя хозяйственные постройки для скота и птицы с сеновалом, сарай общего назначения, общественный туалет и помойную яму. 
На основании Указа Президиума Верховного Совета РСФСР от 15 марта 1948 года поселок Известковый выделен из состава Кимканского сельского Совета и отнесён к категории рабочих посёлков.
В 60-х годах имелись следующие производства: электростанция угольная, хлебозавод, овощеперерабатывающий завод, лесопилка (лесопилорама), молокозавод, исправительно-трудовая колония для несовершеннолетних, предприятия железнодорожного транспорта (депо, сортировочная вагонов, переезд, блокпост, вокзал), общественная баня с буфетом, пожарная, водоканал. В посёлке было две школы: начальных классов и средняя школа № 170 с приусадебным участком. Детские ясли и детсад.

## Население
| 1924  | 1959  | 1970  | 1979  | 1989  | 1992  | 2002  |
| ----- | ----- | ----- | ----- | ----- | ----- | ----- |
| 11    | ↗6753 | ↘4662 | ↘3625 | ↘3025 | ↗3100 | ↘2229 |
| 2009  | 2010  | 2011  | 2012  | 2013  | 2014  | 2015  |
| ↘1940 | ↘1809 | ↘1804 | ↘1763 | ↘1710 | ↘1653 | ↗1676 |
| 2016  | 2017  | 2018  | 2019  | 2020  | 2021  | 2023  |
| ↘1660 | ↘1636 | ↘1616 | ↘1564 | ↘1532 | ↘1357 | ↘1355 |

## Инфраструктура
На территории железнодорожного узла базируется крупное предприятие – путевая машинная станция 219, его коллектив ведёт капитальные путевые работы от Архары до Ина.
Кульдурский бруситовый карьер. Сам карьер расположен в 20 км от посёлка. Появилось в 1970-х годах. Коллектив рудника отгружал через станцию на Урал, а также на экспорт сотни платформ с огнеупорным материалом высочайшего качества.
Вскоре после кончины Сталина лагерь в Известковой расформировали, а на месте бывшего подсобного хозяйства заключенных был создан совхоз «Известковый», который просуществовал до 1990-х годов.
27 сентября 2019 года в посёлке на базе Известкового специального учебно-воспитательного учреждения была открыта современная футбольная площадка с искусственным покрытием.

## Транспорт
20 мая 2020 года на станции Известковая состоялось открытие нового железнодорожного вокзала. Название станции дублируется на идише.

## Люди, связанные с посёлком
Почётный гражданин области, депутат Законодательного Собрания II, III и V созывов, бывший начальник путевой машинной станции РЖД Олег Загриевич Факитдинов.

## Памятники
- В 2016 году в посёлке Известковый установили памятник Герою Советского Союза Александру Каширину.